# Sierpień 2005 w sporcie
Zobacz też: Sierpień 2005 · Zmarli w sierpniu 2005 · Sierpień 2005 w Wikinews

## 28 sierpnia2005
- Rajdowe mistrzostwa świata – W Rajdzie Niemiec zwyciężył Francuz Sébastien Loeb. Drugą pozycję zajął Belg François Duval, trzecie miejsce Fin Marcus Grönholm.

## 27 sierpnia2005
- Żużel – W Bydgoszczy rozegrano przedostatni tegoroczny turniej cyklu Grand Prix. Czwarty rok z rzędu jego zwycięzcą okazał się Tomasz Gollob. Szwed Tony Rickardsson, zdobywając w Bydgoszczy 8 punktów, zapewnił sobie tytuł mistrza świata.
- Skoki narciarskie – Letnia Grand Prix w Zakopanem – Jakub Janda z Czech wygrał zawody LGP na Wielkiej Krokwi w Zakopanem. Drugie miejsce zajął lider klasyfikacji generalnej – Austriak Thomas Morgenstern, a trzecie jego rodak Wolfgang Loitzl. Polacy, którzy awansowali do II serii w tym Adam Małysz zajęli miejsce w trzeciej dziesiątce – Stefan Hula był 21., Marcin Bachleda – 22., Kamil Stoch 24. miejsce, Adam Małysz – 26, a Krystian Długopolski – 29. Czwórka pozostałych – Robert Mateja, Tomasz Pochwała, Rafał Śliż oraz Piotr Żyła skoczyła słabo i nie awansowali oni do finału.
- Rajdowe mistrzostwa świata – po drugim dniu Rajdu Niemiec w okolicacg Trewiru wciąż prowadzi Sébastien Loeb, za nim jego kolega z zespołu Belg François Duval. Trzeci jest Fin Marcus Grönholm.

## 26 sierpnia2005
- Piłka nożna – Liverpool po raz trzeci w historii zdobył Superpuchar Europy. W meczu rozegranym na stadionie Ludwika II w Monako zdobywcy Pucharu Europy, pokonali po dogrywce najlepszą drużynę Pucharu UEFA – CSKA Moskwa, 3:1 (1:1, 0:1).
- Lekkoatletyka – Anna Rogowska pobiła rekord Polski w skoku o tyczce podczas mityngu Złotej Ligi w Brukseli – skoczyła 4,83 m. Poprzedni rekord był o centymetr gorszy i także należał do Rogowskiej, która ustanowiła go zaledwie pięć dni wcześniej w niemieckim Beckum. Zwyciężyła Jelena Isinbajewa z wynikiem 4,93. Trzecie miejsce zajęła Monika Pyrek, kończąc konkurs na wysokości 4,63 m.
- Lekkoatletyka – w czasie rozgrywanego w Brukseli Memoriału van Damme’a Etiopczyk Kenenisa Bekele ustanowił rekord świata w biegu na 10 tys. m, wynikiem 26:17:53.
- Rajdowe mistrzostwa świata – po pierwszym dniu Rajdu Niemiec w okolicahc Trewiru prowadzi Francuz Sébastien Loeb przed swoim kolegą z zespołu Citroëna Belgiem François Duvalem oraz Finem Marcusem Grönholmem.

## 23 sierpnia2005
- Piłka nożna – w rewanżowym meczu trzeciej rundy kwalifikacyjnej Ligi Mistrzów piłkarze Wisły Kraków przegrali w Atenach z Panathinaikosem po dogrywce 1:4 (1:3; 0:0). Pierwszy mecz na własnym stadionie mistrzowie Polski wygrali 3:1. Wisła zagra w pierwszej rundzie Pucharu UEFA.
- Kolarstwo szosowe – Amerykanin Levy Leipheimer (Gerolsteiner) wygrał wyścig kolarski Deutschland Tour, zaliczany do cyklu ProTour. Na mecie ostatniego, dziewiątego etapu z Bad Kreuznach do Bonn (168 km) najszybszy był Włoch Daniele Bennati (Lampre). W klasyfikacji generalnej Leipheimer wyprzedził Niemca Jana Ullricha.

## 22 sierpnia2005
- Tenis – Marija Szarapowa (Rosja) awansowała na pozycję liderki rankingu światowego WTA.
- Boks tajski – podczas nowojorskiej gali „Best of the Best” Mariusz Cieśliński zdobył tytuł zawodowego mistrza świata w boksie tajskim w kat. 58 kg. Polak pokonał jednogłośnie na punkty gwiazdę tego sportu, legendarnego Tajlandczyka Faphimai'ego Bunkerda.
- Kolarstwo szosowe – Niemiec Jan Ullrich (T-Mobile) wygrał 8. etap zaliczanego do cyklu ProTour kolarskiego wyścigu Deutschland Tour – jazdę indywidualną na czas na trasie z Ludwigshafen do Weinheim o długości 31,1 km. Koszulkę lidera zachował Amerykanin Levi Leipheimer (Gerolsteiner).

## 21 sierpnia2005
- Lekkoatletyka – brązowa medalistka Igrzysk Olimpijskich w Atenach Anna Rogowska wynikiem 4,82 ustanowiła rekord kraju, zwyciężając w mityngu skoku o tyczce w niemieckiej miejscowości Beckum. Polka z tym rezultatem jest na czwartym miejscu w historii konkurencji.
- Piłka siatkowa – w decydującym meczu turnieju barażowego w Warnie o prawo gry w mistrzostwach świata w Japonii w 2006 roku polskie siatkarki wygrały z Bułgarią 3:2 (17:25, 16:25, 25:15, 25:20, 15:12)
- Kolarstwo szosowe – Australijczyk Cadel Evans (Davitamon-Lotto) wygrał 7. etap zaliczanego do cyklu ProTour kolarskiego wyścigu Deutschland Tour z Singen do Feldberg (177 km). Koszulkę lidera zachował Amerykanin Levi Leipheimer (Gerolsteiner).
- Tenis – finały turniejów zawowodych:
  - ATP w Cincinnati: Roger Federer (Szwajcaria) – Andy Roddick (USA) 6:3, 7:5
  - WTA w Toronto:Kim Clijsters (Belgia) – Justine Henin-Hardenne (Belgia) 7:5, 6:1

## 20 sierpnia2005
- Piłka siatkowa – polskie siatkarki pokonały w Warnie Ukrainę 3:0 (25:17, 25:14, 25:15) w meczu turnieju barażowego o prawo gry w mistrzostwach świata w Japonii w 2006 roku. 21 sierpnia Polki zmierzą się z Bułgarkami. Zwycięzca tego spotkania awansuje – jako ostatni zespół z Europy – do finałów MŚ.
- Kolarstwo szosowe – reprezentant Kazachstanu Maksim Iglinski (Domina Vacanze) wygrał 6. etap zaliczanego do cyklu ProTour kolarskiego wyścigu Deutschland Tour z Friedrichshafen do Singen (171 km). Koszulkę lidera zachował Amerykanin Levi Leipheimer (Gerolsteiner).

## 19 sierpnia2005
- Kolarstwo szosowe – Włoch Daniele Bennati (Lampre) wygrał 5. etap zaliczanego do cyklu ProTour kolarskiego wyścigu Deutschland Tour, z Soelden do Friedrichshafen (219,2 km). Liderem imprezy pozostał Amerykanin Levi Leipheimer (Gerolsteiner), triumfator czwartego etapu.

## 18 sierpnia2005
- Kolarstwo szosowe – Amerykanin Levi Leipheimer wygrał po samotnym finiszu 4. etap zaliczanego do cyklu ProTour kolarskiego wyścigu Deutschland Tour z Kufstein do Soelden, w którym mieści się austriacka stacja alpejska. Kolarz ekipy Gerolsteiner zdobył też koszulkę lidera.

## 17 sierpnia2005
- Piłka nożna – Reprezentacja Polski wygrała Memoriał Walerego Łobanowskiego. W finale w Kijowie pokonała Izrael 3:2. Bramki dla Polski strzelili: Mirosław Szymkowiak (19 min.) oraz Grzegorz Rasiak (dwie, 77., 89.). Gole dla Izraela padły po strałach Walida Badiera (35., z rzutu wolnego) oraz Janiwa Katana (47.). W 33. minucie czerwoną kartkę otrzymał polski bramkarz Artur Boruc. W bramce zastąpił go Sebastian Przyrowski. Drugą czerwoną kartkę w meczu otrzymał reprezentant Izraela, Alon Harazi, w 75. minucie, za drugą żółtą. Trzecie miejsce w turnieju zajęła Ukraina, wygrywając z Serbią i Czarnogórą 2:1.
- Kolarstwo szosowe – Włoch Daniele Bennati (Lampre – Caffita), po finiszu z peletonu, wygrał 3. etap zaliczanego do cyklu ProTour kolarskiego wyścigu Deutschland Tour z Bodenmais do Kufstein (227 km). Liderem pozostał Holender Bram Tankink (Quick Step).

## 16 sierpnia2005
- Koszykówka – zmarł legendarny rosyjski trener, Aleksander Gomelski. Prowadził reprezentację ZSRR na czterech LIO, na których jego podopieczni zdobyli złoty, srebrny i dwa brązowe medale. Przyczyną zgonu był najprawdopodobniej nowotwór, który lekarze wykryli przed ośmioma laty.
- Kolarstwo szosowe – Włoch Filippo Pozzato (Quick Step) wygrał 2. etap zaliczanego do cyklu ProTour kolarskiego wyścigu Deutschland Tour z Pegnitz do Bodenmais (180 km). Liderem pozostał Holender Bram Tankink.

## 15 sierpnia2005
- Kick-boxing – w Rotterdamie zastrzelono Petera Smita, jednego z najbardziej utytułowanych w historii holenderskich kickbokserów.
- Piłka nożna – Reprezentacja Polski wygrała mecz z Serbią i Czarnogórą wynikiem 3:2, w półfinale turnieju im. Walerego Łobanowskiego, rozgrywanego w Kijowie. Bramki dla Polski strzelili: Tomasz Frankowski (dwie, 30 minuta, 42.-rzut karny) oraz Grzegorz Rasiak (37.). Dla rywali Polski gole zdobyli: Nikola Žigić (32.) i Nemanja Vidić (59.). W finale 17 sierpnia Polska zagra ze zwycięzcą drugiego półfinału – Izraelem, który wygrał z Ukrainą po rzutach karnych 5:3. Po regulaminowym czasie gry było 0:0. Mecz ten sędziował Polak, Tomasz Mikulski.
- Kolarstwo szosowe – Holender Bram Tankink (Quick Step) wygrał pierwszy etap zaliczanego do cyklu ProTour kolarskiego wyścigu Deutschland Tour z Altenburgu do Plauen (170 km).
- Żużel – Wszystkie trzy miejsca na podium finału Indywidualnych Mistrzostw Polski zajęli gospodarze imprezy – reprezentanci Unii Tarnów. Najlepszy okazał się Janusz Kołodziej, srebro wywalczył Tomasz Gollob, a brąz jego brat Jacek.

## 14 sierpnia2005
- Kolarstwo szosowe – Marek Maciejewski (PSB Atlas Orbea) wygrał najwyżej klasyfikowany w Polsce kolarski klasyk – Memoriał im. Henryka Łasaka. Polak po przejechaniu 192,6 km wyprzedził udanym finiszem drugiego na mecie Czecha – Ondřeja Fadrnego (PSK Whirpool).

## 13 sierpnia2005
- Kolarstwo szosowe – Hiszpan Constantino Zaballa (Saunier Duval) wygrał zaliczany do cyklu ProTour jednodniowy wyścig kolarski Clásica de San Sebastián (227 km). Drugie miejsce zajął Joaquim Rodríguez (Hiszpania) a trzecie Eddy Mazzoleni (Włochy). Liderem cyklu Pro Tour pozostał Włoch Danilo di Luca, który ukończył wyścig na odległej 94. pozycji.

## 12 sierpnia2005
- Lekkoatletyka – Rosjanka Jelena Isinbajewa pobiła na Mistrzostwach Świata rekord świata w skoku o tyczce wynikiem 5,01 m.Drugie miejsce zajęła Monika Pyrek, a trzecie Czeszka Pavla Hamáčková. Szóste miejsce zajęła druga z Polek – Anna Rogowska.

## 10 sierpnia2005
- Kolarstwo szosowe – Amerykanin Bobby Julich wygrał siódmy i ostatni etap zaliczanego do cyklu ProTour kolarskiego wyścigu Eneco Tour of Benelux – jazdę indywidualną na czas wokół Etten-Leur (26 km) – i dzięki temu zwyciężył w klasyfikacji generalnej. Drugie miejsce po siedmiu etapach zajął Holender Erik Dekker, a trzecie Belg Leif Hoste.

## 9 sierpnia2005
- Kolarstwo szosowe – Holender Stefan Van Dijk (Mr. Bookmaker-Sportstech) wygrał szósty etap zaliczanego do cyklu ProTour kolarskiego wyścigu Eneco Tour of Benelux z Sint-Truiden do Hoogstraten o długości 196 km. Liderem klasyfikacji generalnej wyścigu pozostał Belg Rik Verbrugghe (Quick Step-Innergetic).
- Piłka nożna – Wisła Kraków pokonała u siebie Panathinaikos Ateny 3:1 w pierwszym meczu 3 rundy eliminacji Ligi Mistrzów. Bramki dla Wisły zdobyli Paweł Brożek, Kalu Uche i Tomasz Frankowski, a dla gości Emmanuel Olisadebe. (Wikinews)

## 8 sierpnia2005
- Lekkoatletyka – Szymon Ziółkowski zdobył brązowy medal na mistrzostwach świata w lekkoatletyce w Helsinkach w konkursie rzutu młotem. (Wikinews).
- Kolarstwo szosowe – Holender Max van Heeswijk (Discovery Channel) wygrał piąty etap zaliczanego do cyklu ProTour kolarskiego wyścigu Eneco Tour of Benelux z Verviers do Hasselt o długości 194 km. Liderem klasyfikacji generalnej pozostał Belg Rik Verbrugghe.

## 7 sierpnia2005
- Lekkoatletyka – Olimpiada Iwanowa z Rosji ustanowiła na mistrzostwach świata w lekkoatletyce w Helsinkach rekord świata w chodzie na 20 km kobiet. Jej wynik to 1:25,41.
- Wyścigi samochodowe – Robert Kubica jako pierwszy kierowca w World Series by Renault (zaplecze Formuły 1) wygrał dwa wyścigi w ciągu jednego weekendu (na niemieckim torze Oschersleben). Zdobyte punkty umocniły Polaka na pozycji lidera w klasyfikacji generalnej mistrzostw (47 punktów przewagi nad Francuzem Tristanem Gommendym).
- Szachy – polskie szachistki zdobyły w Göteborgu złoty medal drużynowych mistrzostw Europy. To największy sukces w historii tej dyscypliny w kraju. Zespół grał w składzie: Iweta Radziewicz, Monika Soćko, Jolanta Zawadzka i Marta Zielińska.
- Kolarstwo szosowe – Włoch Alessandro Ballan (Lampre-Caffita), po finiszu z peletonu, wygrał czwarty etap zaliczanego do cyklu ProTour kolarskiego wyścigu Eneco Tour of Benelux z Landgraaf do Verviers o długości 232 km. Liderem klasyfikacji generalnej wyścigu pozostał Belg Rik Verbrugghe (Quick Step-Innergetic). Podczas etapu doszło z winy organizatorów do sporego zamieszania – peleton został poprowadzony w złym kierunku. Dopiero po interwencji policji (sic!) udało się skierować kolarzy na właściwą trasę.

## 6 sierpnia2005
- Żużel – polska drużyna w składzie: Tomasz Gollob, Jarosław Hampel, Piotr Protasiewicz, Grzegorz Walasek i Rune Holta wywalczyła we Wrocławiu po raz pierwszy w historii Drużynowy Puchar Świata. Drugich Szwedów polscy żużlowcy wyprzedzili aż o 28 punktów. (Wikinews)
- Lekkoatletyka – na Stadionie Olimpijskim w Helsinkach rozpoczęły się X Mistrzostwa świata w lekkoatletyce. Potrwają do 14 sierpnia 2005 roku. W tym samym miejscu rozgrywane były pierwsze w historii Mistrzostwa Świata w 1983 roku.
- Kolarstwo szosowe – Australijczyk Allan Davis (Liberty Seguros) wygrał trzeci etap zaliczanego do cyklu ProTour kolarskiego wyścigu Eneco Tour of Benelux z Beek do Landgraaf o długości 206 km. Liderem klasyfikacji generalnej wyścigu został Belg Rik Verbrugghe (Quick Step-Innergetic).
- Kolarstwo szosowe – Cezary Zamana z grupy Intel-Action wygrał 43. kolarski Małopolski Wyścig Górski, który zakończył się w Gorlicach. Jest to już drugie zwycięstwo tego zawodnika w tym wyścigu (po raz pierwszy triumfował w 2003).

## 5 sierpnia2005
- Kolarstwo szosowe – Włoch Simone Cadamuro (Domina Vacanze), po finiszu z peletonu, wygrał drugi etap wyścigu Eneco Tour of Benelux z Geldrop do Sittard. Liderem pozostał Holender Max Van Heeswijk (Discovery Channel).

## 4 sierpnia2005
- Kolarstwo szosowe – Holender Max van Heeswijk (Discovery Channel) wygrał pierwszy etap wyścigu kolarskiego zaliczanego do klasyfikacji ProTour – Eneco Tour of Benelux z Geel do Mierlo (189 km) i został jego liderem.